# Patrick Dwyer (Eishockeyspieler)
Patrick „Pat“ Dwyer (* 22. Juni 1983 in Great Falls, Montana) ist ein ehemaliger US-amerikanischer Eishockeyspieler und derzeitiger -trainer. In seiner aktiven Karriere bestritt der rechte Flügelstürmer zwischen 2001 und 2019 unter anderem 418 Spiele für die Carolina Hurricanes in der National Hockey League (NHL), bestritt allerdings auch weitere 371 Partien in der American Hockey League (AHL). Seit November 2023 ist er als Assistenztrainer bei den Minnesota Wild in der NHL tätig.

## Karriere

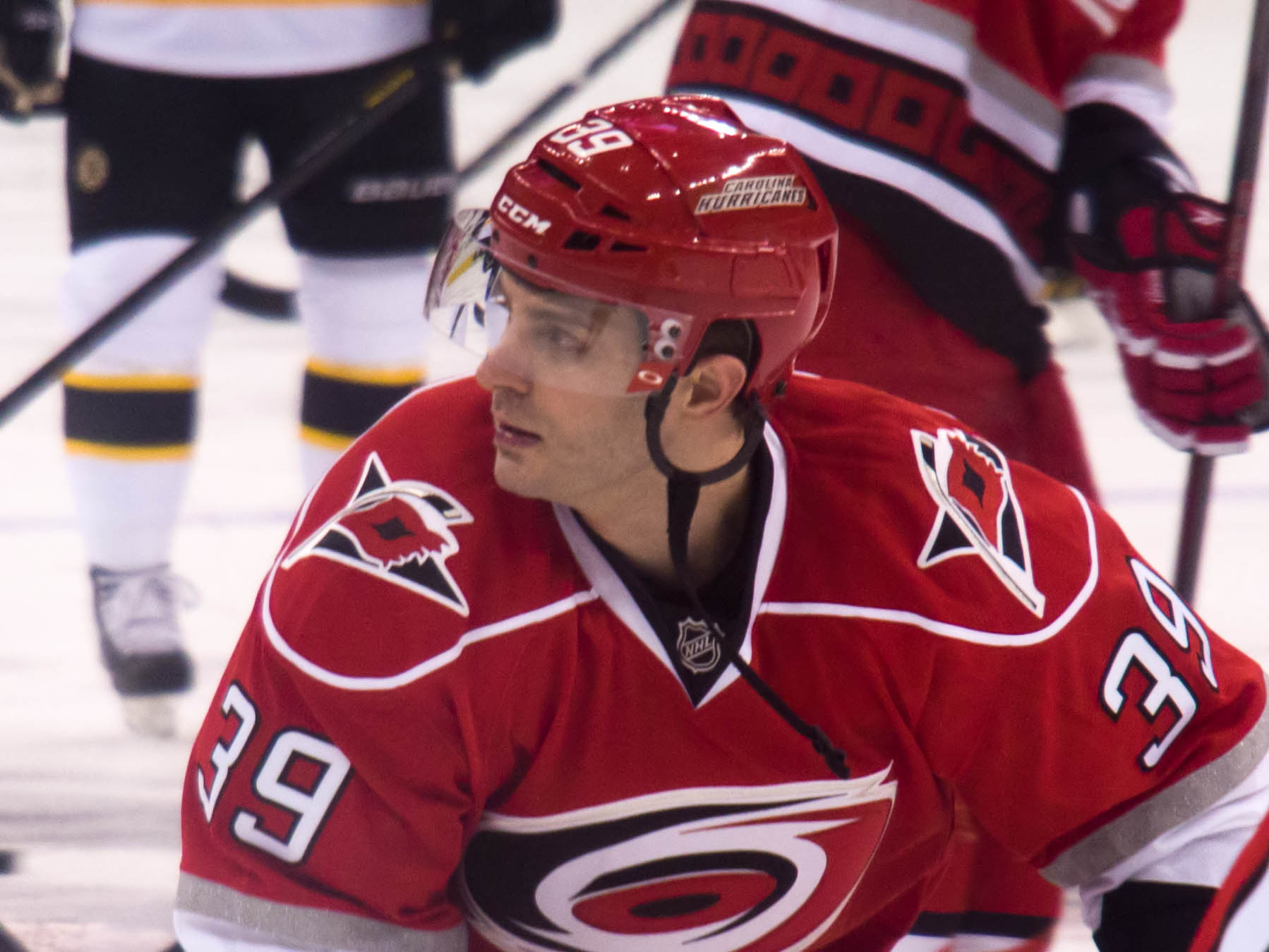
Dwyer im Trikot der Carolina Hurricanes (2013)

Dwyer wurde während des NHL Entry Draft 2002 in der vierten Runde als insgesamt 116. Spieler von den Atlanta Thrashers aus der National Hockey League (NHL) ausgewählt. Von 2001 bis 2005 spielte der US-Amerikaner für das Eishockeyteam der Western Michigan University in der Central Collegiate Hockey Association (CCHA), einer Division im Spielbetrieb der National Collegiate Athletic Association (NCAA).
Gegen Ende seiner letzten Spielzeit an der Western Michigan spielte er auch 14-mal in der ECHL für die Gwinnett Gladiators, das Farmteam der Atlanta Thrashers und der Chicago Wolves aus der American Hockey League (AHL). Diese verließ er bereits nach einem Jahr wieder und unterschrieb im Jahr 2006 einen Vertrag beim AHL-Farmteam der Carolina Hurricanes, den Albany River Rats, für das er bis 2009 spielte. Während der Saison 2008/09 gab Dwyer sein Debüt in der NHLfür die Hurricanes. Von der Mitte der Saison 2009/10 gehört Dwyer bis zum Sommer 2015 fest zum NHL-Kader der Hurricanes.
Nach der Saison 2014/15 wurde sein auslaufender Vertrag nicht verlängert, sodass er im Oktober 2015 erstmals nach Europa wechselte und sich MODO Hockey aus der Svenska Hockeyligan (SHL) anschloss. Nach einem Jahr kehrte er nach Nordamerika zurück und verbrachte die Saison 2016/17 bei den Charlotte Checkers aus der AHL. Anschließend wechselte er abermals auf den europäischen Kontinent und spielte die Saison 2017/18 bei SønderjyskE aus der dänischen Metal Ligaen. Im Juli 2018 schloss er sich als spielender Assistenztrainer den Belfast Giants aus der britischen Elite Ice Hockey League (EIHL) an und beendete nach der Saison 2018/19 im Alter von 36 Jahren seine aktive Karriere.

### International
Mit der Nationalmannschaft der Vereinigten Staaten nahm Dwyer an der Weltmeisterschaft 2012 teil. Der Stürmer kam in acht Turnierspielen zum Einsatz und punktete dabei dreimal. Im Endklassement belegten die US-Amerikaner den siebten Rang.

### Als Trainer
Nach seinem Karriereende begann Dwyer vollends als Trainer zu arbeiten und wurde zur Saison 2019/20 von seinem Ex-Team, den Charlotte Checkers, als Assistenztrainer verpflichtet. Bereits nach einer Saison verließ er das Team und schloss sich im Sommer 2020 in gleicher Funktion dem Ligakonkurrenten Chicago Wolves an, für den er ebenfalls während seiner Spielerkarriere aufgelaufen war. Nach drei Jahren dort wechselte er erneut innerhalb der AHL zu den Iowa Wild, wo er ebenfalls als Assistenztrainer tätig war, bevor man ihn bereits im November 2023 zu den Minnesota Wild beförderte. Dort übernahm er im Zuge der Entlassung von Dean Evason den Posten des Assistenten des neu eingestellten John Hynes.

## Erfolge und Auszeichnungen
- 2001 NWJHL First All-Star Team
- 2001 NWJHL MVP
- 2002 CCHA All-Rookie Team
- 2002 CCHA Rookie of the Year

## Karrierestatistik

### International
Vertrat die USA bei:
- Weltmeisterschaft 2012

(Legende zur Spielerstatistik: Sp oder GP = absolvierte Spiele; T oder G = erzielte Tore; V oder A = erzielte Assists; Pkt oder Pts = erzielte Scorerpunkte; SM oder PIM = erhaltene Strafminuten; +/− = Plus/Minus-Bilanz; PP = erzielte Überzahltore; SH = erzielte Unterzahltore; GW = erzielte Siegtore; 1 Play-downs/Relegation; Kursiv: Statistik nicht vollständig)